# Vittorio Veneto
Vittorio Veneto là một đô thị (comune) thuộc tỉnh Treviso, vùng Veneto, Ý. Đô thị này có diện tích 82 km2, dân số là 29.254 người (thời điểm 31 tháng 8 năm 2008). Sông Meschio chảy qua thị xã từ Serravalle. Phía bắc của đô thị này là các núi bao gồm cả núi Pizzoc. Phía đông là rừng và công viên nhà nước Cansiglio.